# La Mesa Colorada
La Mesa Colorada är en ort i Mexiko.   Den ligger i kommunen Guadalupe y Calvo och delstaten Chihuahua, i den nordvästra delen av landet, 1 100 km nordväst om huvudstaden Mexico City. La Mesa Colorada ligger 1 279 meter över havet och antalet invånare är 122.
Terrängen runt La Mesa Colorada är varierad. Runt La Mesa Colorada är det mycket glesbefolkat, med 6 invånare per kvadratkilometer. Närmaste större samhälle är San Simón, 18,1 km sydost om La Mesa Colorada. I omgivningarna runt La Mesa Colorada växer huvudsakligen savannskog.